# Parówki po brzesku
Parówki po brzesku – potrawa kuchni białoruskiej, odmiana parówek w cieście.
Danie to smażone na głębokim tłuszczu parówki, które przed smażeniem macza się w cieście przygotowanym z żółtek z dodatkiem soli, mąki, oleju, a także mleka i ubitych na pianę białek. Parówki podaje się z dodatkiem różnych surówek.